# Heterococcidoxenus
Heterococcidoxenus är ett släkte av steklar. Heterococcidoxenus ingår i familjen sköldlussteklar.
Kladogram enligt Catalogue of Life:
| Heterococcidoxenus | \| \| Heterococcidoxenus javensis \| \| \| \| \| \| Heterococcidoxenus schlechtendali \| \| \| \| |
|                    | \| \| Heterococcidoxenus javensis \| \| \| \| \| \| Heterococcidoxenus schlechtendali \| \| \| \| |
|                    | Heterococcidoxenus javensis                                                                       |
|                    |                                                                                                   |
|                    | Heterococcidoxenus schlechtendali                                                                 |
|                    |                                                                                                   |